# 爆炸物处理专员
爆炸物处理专员（EOD），俗称拆弹专家，是指专门负责识别、评估、安全拆除或销毁各种爆炸性装置（包括简易爆炸装置、常规弹药、化学、生物、放射性或核爆炸物）的军事、执法或民用技术人员。这项职业要求高度的专业技能、冷静的判断力、精确的操作能力以及对危险环境的承受力。爆炸物处理专员的工作旨在保护生命财产安全，防止爆炸物造成人员伤亡、财产损失和公众恐慌。

## 历史沿革
爆炸物处理的历史可以追溯到火药和爆炸物在战争中首次被大规模使用。然而，作为一项专门的职业，其发展与现代战争中爆炸物、特别是未爆弹药（Unexploded Ordnance, UXO）的出现和演变密切相关。

### 早期起源
在火药发明之初，工程师和炮兵就已经开始处理炸药，例如在攻城战中挖掘地道并埋设炸药（雷管）。这些早期的爆破专家需要了解如何安全地引爆炸药，同时也可能需要处理失效的引爆物。然而，当时的重点是使用爆炸物进行攻击，而非排除其危险，且没有形成专门的知识体系和理论。
随着工业革命的进步，炸药广泛使用。但随之而来产生了新的社会问题。英国政府于1871年任命维维安·德林·马延迪 为首席爆炸物检查员，在应对19世纪末恐怖主义（如芬尼亚炸药运动）方面发挥了关键作用。他调查了多起爆炸案，并为爆炸物安全立法做出了贡献，开创了法医爆炸物调查和炸弹处理的先河。

### 第一次世界大战
第一次世界大战 (1914-1918)：这是大规模使用火炮和炸药的战争，产生了前所未有的未爆弹药问题。战壕战中，大量炮弹和手榴弹落在泥泞中而未能爆炸。士兵们不得不面对这些致命的遗留物。当时，并没有专业的“拆弹”部队，往往由工程兵或炮兵部队的士兵临时负责处理。他们的方法原始且危险，通常包括使用长绳拖动弹药或就地引爆。许多人在执行这些任务时牺牲。英国陆军的拆弹工作最初由“炸弹和地雷小组”（Bomb and Mine Disposal Sections）负责，他们的任务是移除或销毁敌方炸弹和地雷。

### 第二次世界大战[1][2]
第二次世界大战 (1939-1945)：二战将未爆弹药问题推向了新的高度。轰炸机大规模地投掷炸弹，许多炸弹因故障未能引爆，成为了战后城市的巨大威胁，尤其是在德国和英国。为了应对这一挑战，各国军队开始系统地训练专门人员来处理这些危险。
英国：由于伦敦及其他城市的频繁轰炸，英国成立了专门的“炸弹处理部队”（Bomb Disposal Units）。这些部队由皇家工程师组成，他们在极度危险的条件下工作，开发了许多早期拆弹技术。例如，他们发明了“安全移除”和“远程处置”等概念。
美国：美国陆军于1940年代初期组建了“弹药拆除小组”（Ordnance Demolition Units），后来演变为“爆炸物处理部队”（Explosive Ordnance Disposal units）。他们在欧洲和太平洋战场处理了大量的未爆弹药。

### 二战后的发展[3][4]
二战结束后，爆炸物处理的需求并未消失。冷战时期，各国军事力量储存了大量弹药，也带来了相应的安全风险。此外，全球范围内恐怖主义的兴起，使得简易爆炸装置 (IED) 成为新的威胁。
简易爆炸装置 (IED)：与军用标准弹药不同，IED的制造者通常是受过有限训练的个人或团体，他们使用非标准材料和方法，使得IED的设计和触发机制更加多样化和难以预测。这给爆炸物处理专员带来了全新的挑战。

### 21世纪
进入21世纪，特别是在阿富汗战争和伊拉克战争中，简易爆炸装置成为反叛乱武装最常用的武器，造成了大量人员伤亡。这使得爆炸物处理专员成为现代战场上最危险的职业之一。
- 技术进步：为了应对IED的威胁，EOD部门开始大量采用高科技设备，如遥控机器人、X光机、水力解体器等。
- 反恐战争：在反恐战争中，EOD专员不仅要处理战场上的IED，还要在城市环境中应对恐怖分子放置的炸弹，这使得他们的工作更加复杂和危险。
- CBRN威胁：随着化学、生物、放射性及核（CBRN）材料被用于制造爆炸装置的可能性增加，EOD专员的职责范围也随之扩大，需要具备处理这些特殊威胁的能力。

## 作用与职责[5][6]
爆炸物处理专员的核心作用是保护生命和财产免受爆炸物威胁。他们的职责涵盖了从侦察到销毁的整个过程，并且在不同情境下有所侧重。

### 识别与评估
这是EOD工作的首要步骤。专员需要通过目视观察、使用探测设备（如金属探测器、X光机），甚至利用犬类嗅觉，来识别可疑物品是否为爆炸装置。一旦识别出疑似爆炸物，他们会对其进行详细评估，包括：
- 类型与构成： 是军用弹药、简易爆炸装置、还是其他类型的爆炸物；其主要构成是什么如炸药、引爆器、电源、开关等
- 触发机制： 是定时、受害者触发、指挥控制、还是其他触发方式？
- 威胁等级： 爆炸物的大小、潜在的破坏范围和危险程度。
- 环境因素： 爆炸物所处的环境（室内、室外、人口密集区、基础设施附近等）将影响处置方案。

### 安全处置
在评估之后，EOD专员会根据情况选择最安全的处置方案：
远程处置 (Remote Disruption)： 使用遥控机器人、水力解体器等工具，在安全距离外对爆炸装置的组成部分进行物理分离或破坏，使其无法正常引爆。这是最优先考虑的处置方式，因为它能最大程度地保障人员安全。
人工拆除 (Manual Neutralization)： 在特定情况下，例如机器人无法操作、或者需要获取关键情报时，EOD专员可能需要穿戴厚重的防护服，近距离对爆炸装置进行手动拆除。这要求极高的技术水平和心理承受力。
就地销毁 (Render Safe Procedures, RSP)： 对于无法安全拆除或移除的爆炸物，EOD专员会选择就地引爆销毁。这通常涉及放置少量额外的炸药，以确保目标爆炸物能够被完全销毁，同时将附带损害降到最低。
移除与运输 (Removal and Transportation)： 对于一些相对稳定的未爆弹药，EOD专员可能会将其安全地运离现场，到专门的销毁场进行处理。

### 侦察与情报收集
在处理爆炸装置的同时，EOD专员也会收集相关情报。例如，对于简易爆炸装置，他们会仔细检查其组件、制造工艺和标记，以便为情报机构提供线索，帮助识别恐怖分子的制造模式、来源和网络。这对于预防未来的袭击至关重要。

### 训练与专业发展
EOD专员需要接受持续的、高强度的训练，以应对不断演变的威胁和技术。这包括：
- 理论学习： 爆炸物理学、化学、电学、机械学等。
- 实践操作： 各种爆炸物类型的识别与处置、机器人操作、防护装备使用等。
- 情景模拟： 在模拟真实场景中进行训练，提高应急反应能力和决策水平。
- 情报共享： 学习最新的威胁情报和敌方战术、技术和程序（TTP）。

### 国际合作与维和行动
在冲突地区和战后重建区，EOD专员在联合国维和行动和人道主义排雷中发挥着关键作用。他们帮助清除地雷、集束炸弹等战争遗留爆炸物，使平民能够安全返回家园，促进经济重建。这通常涉及跨国合作和国际标准的遵守。

##### 化学、生物、放射性与核（CBRN）威胁
随着对大规模杀伤性武器（WMD）扩散的担忧日益增加，EOD专员的职责范围已扩展到CBRN爆炸物的处置。这需要额外的专业知识、防护装备和处置程序，因为这类爆炸物不仅有爆炸风险，还可能释放致命的化学、生物或放射性物质。

## 重要历史人物
维维安·德林·马延迪 (Sir Vivian Dering Majendie, 1836-1898)：英国陆军上校，被认为是现代拆弹的先驱。他于1871年被任命为英国政府的首席爆炸物检查员，在应对19世纪末恐怖主义（如芬尼亚炸药运动）方面发挥了关键作用。他调查了多起爆炸案，并为爆炸物安全立法做出了贡献，开创了法医爆炸物调查和炸弹处理的先河。 

## 组织结构与国际合作
EOD单位通常隶属于军事或执法机构，但也存在民用和人道主义组织。

## 专业技能与训练[7]
爆炸物处理是一项高度专业化的工作，对从事人员的知识、技能和心理素质都有极高要求。
知识体系：爆炸物理与化学
EOD专员必须深入了解各种爆炸物的物理和化学性质，包括：
- 高爆炸药与低爆炸药的区别： 它们的组成、引爆速度和破坏力。
- 引爆机制： 雷管、引信、触发器（定时器、压力开关、拉线开关、遥控器等）的工作原理。
- 爆炸效应： 冲击波、破片、热效应等对环境和人员的影响。
- 化学反应： 各种爆炸性混合物的化学反应过程及稳定性。
- 操作技能：机器人、防护装备与工具
- 遥控机器人操作： 熟练操作各种型号的EOD机器人，进行侦察、X光检查、远程扰乱和移除。
- EOD防护服穿戴： 能够快速准确地穿戴重型EOD防护服（重达30-40公斤），并在其限制下进行精细操作。
- 专业工具使用： 掌握各种专业工具，如水力解体器、X光机、纤维内窥镜、雷管钳、爆破器材等。
- 爆破技术： 精通安全爆破技术，包括计算炸药用量、设置起爆点和安全距离。

### 心理素质
EOD专员的工作始终伴随着极大的生命危险，因此心理素质至关重要：
- 冷静沉着： 在高压和生命威胁下保持冷静，不受恐慌影响。
- 快速决策： 在信息不全、时间紧迫的情况下做出准确判断和决策。
- 专注力： 极高的专注力，避免任何微小的失误。
- 抗压能力： 能够承受长期、反复的心理压力和潜在的创伤后应激障碍 (PTSD)。
- 团队合作： EOD任务通常是团队协作，需要与队友紧密配合，相互信任。

## 专业训练路径[8][9]
EOD专员的训练通常是多阶段、高淘汰率的过程：
基础军事或执法训练： 首先是成为一名合格的军人或警官。
EOD专业学校： 进入专门的EOD学校进行严格的基础训练，学习爆炸物理论、安全程序、设备操作等。例如，美国陆军EOD士兵均需参加弗吉尼亚州格雷格-亚当斯堡的爆炸物处理预备课程，为期数月的密集训练。
进阶训练： 针对不同类型的爆炸物（如简易爆炸装置、CBRN爆炸物）、特定环境（如水下、高海拔）或新技术的进阶训练。
实战经验： 在导师指导下进行实战任务，积累经验。

### 军事EOD单位
陆军： 主要负责处理陆地上的未爆弹药、地雷、简易爆炸装置以及支持作战行动。例如，美国陆军EOD部队。
海军： 负责处理水下未爆弹药、海上漂浮地雷、港口安全以及潜水作业中的EOD任务。例如，美国海军EOD部队，中华民国海军陆战队水中爆破中队。
空军： 负责处理空军基地内外的弹药、飞机事故中的爆炸物以及支持空军行动。例如，美国空军EOD部队。
海军陆战队： 作为远征部队，其EOD单位通常负责支持前沿部署和快速反应任务，如美国海军陆战队的EOD部队。

### 执法EOD单位
联邦机构： 例如美国联邦调查局（FBI）和酒精、烟草、火器及爆炸物局（ATF）都设有EOD或炸弹技术员单位，负责应对国内的炸弹威胁、恐怖袭击和犯罪爆炸物。
地方警察局： 许多大型城市警察局和县治安官办公室也设有自己的炸弹小队，负责处理日常的爆炸物报警和可疑物品。

### 民用EOD与人道主义排雷
联合国 (UN)： 联合国地雷行动处（UNMAS）协调全球范围内的排雷和爆炸物清理活动，特别是在冲突后地区。
非政府组织 (NGOs)： 许多国际和地方非政府组织，如地雷咨询小组（MAG）、光环信托（The HALO Trust）等，专注于人道主义排雷，培训当地人员清除战争遗留爆炸物。
私营承包商： 一些私营公司提供EOD服务，特别是在高风险地区或需要专业技术支持的项目中，如ISSEE ，Praedium Consulting Malta。

## 职业分类等级[17][18][19]
爆炸物处理 (EOD) 可分为多个级别，从安全处置大型炸弹和导弹到销毁手榴弹和子弹药。EOD 资质应与危险情况和最可能发现的弹药相适应。

### EOD一级
资格认证使受过培训的资格持有者能够在受控环境（例如技术勘测和/或清理现场）中，对单件地雷以及特定战争遗留爆炸物进行现场定位、暴露和销毁，前提是该人员已接受过相关培训。因此，一级操作员只能获得销毁特定弹药的许可。

### EOD 二级
除了一级（EOD）资质的技能外，二级（EOD）资质使持证者能够判断何时可以安全移动和运输特定种类的弹药，但这需要得到三级（EOD）或以上资质人员的书面授权。它还使持证者能够使用线性雷管或环形雷管同时处置多个弹药。此资质仅限于该人员已记录为受过培训的特定种类爆炸物。持证者只能在获得三级（EOD）或以上资质作业人员书面授权的情况下，在所有环境下执行任务。

### EOD三级
除了一级和二级（EOD）资质的技能外，三级（EOD）资质使持证者能够对广泛的特定类型爆炸物进行安全拆除程序和爆破，最大净爆炸物当量 (NEQ) 为50公斤，前提是该人员已受过相关培训。三级（EOD）作业人员可以书面授权二级（EOD）作业人员在特定环境范围内执行任务，并就爆炸物的安全移动做出决策。

### EOD三级以上
除了涵盖排雷行动中常规所需技能的一级、二级和三级（EOD）资质外，可能还需要额外的专业技能。三级+（EOD）资质适用于在应对特定危险所需的领域接受过培训的专业 EOD 作业人员。三级+ 能力模块包含在 T&EP 09.30/01/2014 中，包括以下内容：
- 高级爆炸物理论；
- 航空炸弹 EOD；
- 装甲战车 (AFV) 清理；
- 基本化学 EOD；
- 大规模爆破；
- 制导武器。

三级+（EOD）资质应清楚标明每个个体所接受的专业培训，无论是在核心能力还是专业能力方面。

## 国际合作与标准
国际社会通过各种协议和组织促进EOD领域的合作和标准化：
国际排雷行动标准 (International Mine Action Standards, IMAS)： 由联合国制定，为地雷行动提供全球认可的标准和指南。

## 挑战与未来发展

### 技术进步与威胁演变
简易爆炸装置的复杂化： 恐怖分子不断改进IED的设计、材料和触发机制，使其更难发现和处置。例如，使用非金属部件、反操作装置和难以检测的化学品。
人工智能与机器学习： 潜在地，AI可以协助EOD专员识别模式、预测威胁和优化处置方案。
机器人技术： 更小、更灵活、更智能的机器人可以进入更危险或狭窄的空间，减少人员暴露在危险中的时间。
新材料： 探测和处置爆炸物的新型材料，以及制造更安全防护装备的材料。

### 心理健康与创伤
EOD专员长期处于高压和高风险环境中，面临巨大的心理健康挑战。创伤后应激障碍（PTSD）、焦虑、抑郁等问题普遍存在。

### 公众认知与支持
尽管EOD专员的工作极其重要，但公众对他们的风险和牺牲的认知可能不足。提高公众意识有助于争取更多的支持和资源。

### 自动化与人工智能
未来EOD工作的趋势可能包括更高度的自动化和人工智能辅助。机器人将承担更多危险的侦察和初步处置任务，而人类专员则专注于复杂的决策、战略规划和监督。然而，完全取代人类EOD专员的可能性很小，因为这项工作需要人类的判断力、适应性和道德考量。

## 文化影响
EOD专员的英勇事迹经常被影视作品所描绘，如美国电影《拆弹部队》（The Hurt Locker）等。